# Bărcănești (Prahova)
Bărcăneşti è un comune della Romania di 9 464 abitanti, ubicato nel distretto di Prahova, nella regione storica della Muntenia. 
Il comune è formato dall'unione di 5 villaggi: Bărcănești, Ghighiu, Pușcași, Românești, Tătărani.